# فرودگاه بیرسا موندا
فرودگاه بیرسا موندا (به انگلیسی: Birsa Munda Airport) (به زبان بومی: बिरसा मुंडा हवाई-अड्डा) یک فرودگاه همگانی با کد یاتا IXR است که یک باند فرود آسفالت دارد و طول باند آن ۲۶۹۹ متر است. این فرودگاه در شهر رانچی کشور هند قرار دارد و در 
ارتفاع ۶۵۵ متری از سطح دریا واقع شده‌است.

## شرکت‌های هواپیمایی و مقصدهای پروازی

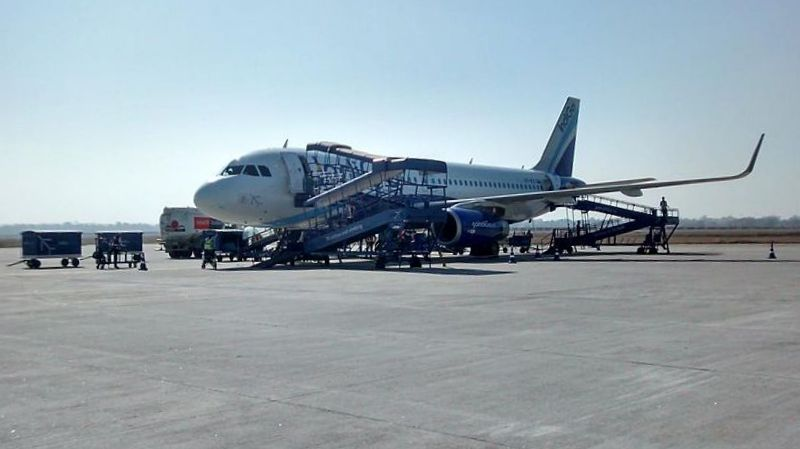
یک ایرباس A320-200 از IndiGo در فرودگاه

| شرکت‌های هواپیمایی  | مقصدهای پروازی |
| ------------------ | --- |
| ایراژیا هند        | ایندیرا گاندی، نتاجی سبهاش چندر بوس                                                                                   |
| ایر ایندیا         | ایندیرا گاندی |
| ایر ایندیا رجیونال | نتاجی سبهاش چندر بوس                                                                                                  |
| Go Air             | بنگالورو، ایندیرا گاندی، چاتراپاتی شیواجی، لوک نایاک جایاپراکاش                                                       |
| ایندی‌گو            | باگدوگرا,بنگالورو، ایندیرا گاندی، دیوی اهیلیابای هولکار، نتاجی سبهاش چندر بوس، چاتراپاتی شیواجی، لوک نایاک جایاپراکاش |